# Гониометрија
Гониометрија (Грчки γωυια – угао, μετρεω – мерим) је учење о тригонометријским функцијама и односима међу њима. Гониометрија је уводни део тригонометрије. Термин гониометрија се све мање употребљава.